# Vianda de ayer
Vianda de ayer es el quinto álbum recopilatorio sacado a la venta por la banda de Rock argentina Divididos. El disco es un compilado que recorre los mayores éxitos de la "Aplanadora del Rock"

## Lista de canciones
Todas las canciones compuestas por Divididos, excepto las señaladas.

| N.º | Título                                  | Álbum                     | Duración |  |
| 1.  | «La Ñapi De Mamá»                       | Narigón Del Siglo         | 5:22     |  |
| 2.  | «Spaghetti Del Rock»                    | Narigón Del Siglo         | 3:33     |  |
| 3.  | «Pepe Lui»                              | Vengo Del Placard De Otro | 4:04     |  |
| 4.  | «Alma De Budín»                         | Gol De Mujer              | 2:57     |  |
| 5.  | «Par Mil»                               | Narigón Del Siglo         | 3:19     |  |
| 6.  | «Cajita Musical»                        | Vengo Del Placard De Otro | 5:30     |  |
| 7.  | «Luca»                                  | Gol De Mujer              | 3:56     |  |
| 8.  | «Potpourri (en vivo)»                   | Divididos                 | 9:14     |  |
| 9.  | «El Burrito»                            | Acariciando Lo Áspero     | 3:22     |  |
| 10. | «Ala Delta»                             | Acariciando Lo Áspero     | 5:55     |  |
| 11. | «¿Qué Ves?»                             | La Era De La Boludez      | 5:14     |  |
| 12. | «Como Un Cuento»                        | Narigón Del Siglo         | 4:46     |  |
| 13. | «Vientito Del Tucumán»                  | Gol De Mujer              | 3:19     |  |
| 14. | «El Arriero» (Atahualpa Yupanqui cover) | La Era De La Boludez      | 6:39     |  |
| 15. | «El 38 (en vivo)»                       | 10                        | 2:37     |  |